# Lupinus hillii
Lupinus hillii är en ärtväxtart som beskrevs av Edward Lee Greene. Lupinus hillii ingår i släktet lupiner, och familjen ärtväxter.

## Underarter
Arten delas in i följande underarter:
- L. h. arizonicus
- L. h. hillii
- L. h. osterhoutianus